# Chuyến du hành Malaspina

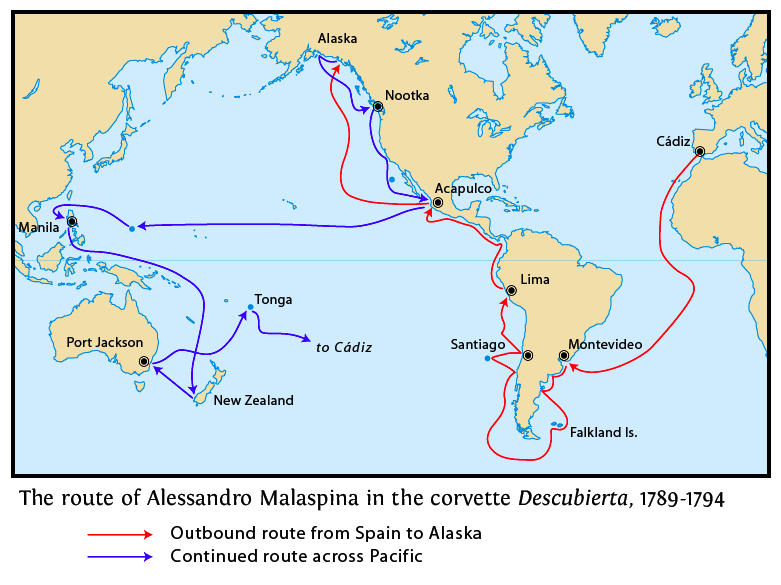
Lộ trình của Malaspina và Descubierta

Chuyến du hành Malaspina (1789–1794) là một chuyến thám hiểm khoa học đại dương trong năm năm, dẫn đầu bởi Alessandro Malaspina và José de Bustamante y Guerra. Mặc dù chuyến thám hiểm này lấy tên gọi Malaspina, ông luôn muốn mình và Bustamante có quyền ngang nhau. Bustamante, dù vậy, thừa nhận Malaspina là "lãnh đạo của chuyến thám hiểm" ngay từ đầu.

## Kết quả cuộc thám hiểm

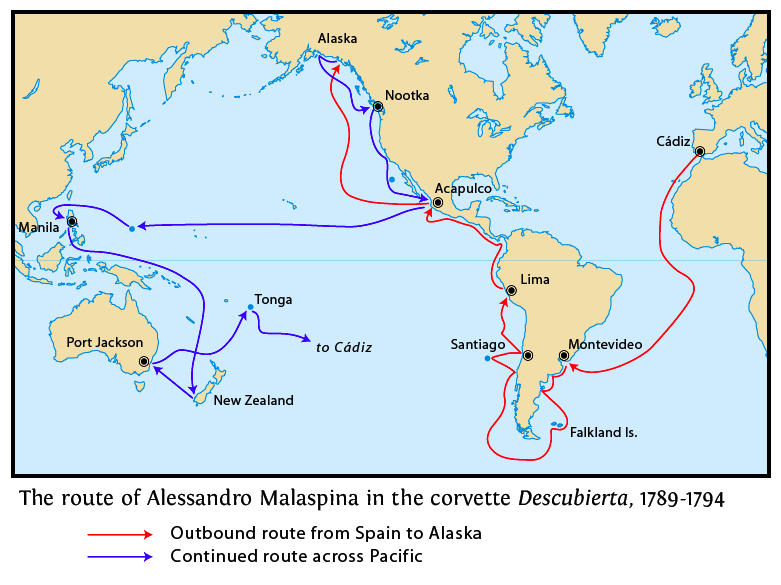
Bản đồ lộ trình của con tàu Descubierta của Malaspina (không có chuyền trở về Tây Ban Nha từ Tonga). Lộ trình của Bustamante Atrevida phần lớn giống, nhưng khác ở một số điểm